# ۱۰۰۱ ضربه
«۱۰۰۱ ضربه» (انگلیسی: 1001 Spikes) یک بازی ویدئویی در سبک سکوبازی است که توسط Nicalis و در سال ۲۰۱۴ و در پلت‌فرم‌های اکس‌باکس وان، پلی‌استیشن ۴، پلی‌استیشن ویتا، مایکروسافت ویندوز، وی یو، و مک‌اواس منتشر شده‌است.